# Staroje Koźmodiemjanowskoje
Staroje Koźmodiemjanowskoje (ros. Старое Козьмодемьяновское) – wieś (sieło) w Rosji, w obwodzie tambowskim, w rejonie pierwomajskim. W 2021 liczyła 561 mieszkańców.